# Timoféi Prokófiev
Timoféi Ilich Prokófiev (en ruso: Тимофей Ильич Прокофьев; Lukianovo, Imperio ruso, 2 de febrero de 1913 – Nicolaiev, Unión Soviética, 26 de marzo de 1944) fue un marino soviético que combatió integrado en la Flota del Mar Negro durante la Segunda Guerra Mundial. Se le concedió póstumamente el título de Héroe de la Unión Soviética por sus acciones durante el desembarco en Olshan, lo que le convierte en la única persona abiertamente romaní en recibir tan alta distinción.

## Biografía
Timoféi Prokófiev nació el 2 de febrero de 1913, en Lukianovo, una pequeña localidad rural situada en el raión de Ostasjov en la gobernación de Tver  —entonces parte del Imperio ruso, actualmente ubicada en el óblast de Tver en Rusia— en el seno de una familia de campesinos romaníes. Después de completar la educación primaria, trabajó inicialmente en una granja colectiva, después cumplió el servicio militar en la aviación y tras concluirlo, trabajó como marinero en el Canal de Moscú.
El 22 de junio de 1941 Alemania invadió la Unión Soviética, en lo que se conoce como la operación Barbarroja. Inicialmente, fue liberado de la movilización. Pero en abril de 1942, su hermano menor, Vasili, murió en las batallas por la ciudad de Beli. Por lo que, fue a la oficina de reclutamiento y dijo: «Tengo que ocupar su lugar. Por favor envíame al frente». Su petición fue finalmente aceptada. Fue asignado al 384.º Batallón de Infantería Naval de la Flota del Mar Negro.En febrero de 1943, participó en la operación Novorossíisk-Tamán. Hasta el otoño de 1943, los infantes de marina, incluido Prokófiev, defendieron la cabeza de puente conquistada, llamada Malaya Zemlya. Allí fue herido y tratado en un hospital de campaña situado en la ciudad de Gelendzhik. En noviembre de 1943, Prokófiev, como parte de un asalto anfibio, desembarcó en la península de Kerch y luchó durante varias semanas para mantener y expandir la cabeza de puente capturada en la costa de Crimea. Fue herido por segunda vez, pero se negó a ser evacuado a un hospital.
La noche del 26 de marzo de 1944, participó en el desembarco en Olshan. El cual fue un ataque de distracción contra la retaguardia alemana en la ciudad portuaria de Nicolaiev dirigido por el teniente mayor Konstantín Olshanski. Los 68 marines soviéticos que tomaron parte en la operación lograron capturar varios edificios en el puerto de Nikolaiev, repeliendo dieciocho ataques alemanes en el lapso de dos días de fieros combates. El 28 de marzo de 1944, las tropas soviéticas, finalmente liberaron Nikolaiev, cuando alcanzaron el puerto descubrieron que estaba completamente destruido y plagado de cadáveres de soldados alemanes, apenas un puñado de los infantes de marina soviéticos que habían tomado parte en la incursión sobrevivieron. Prokófiev estaba entre los incursores que murieron en combate.
Fue enterrado en una fosa común ubicada en la plaza de los 68 infantes de marina en Nikolaiev. El 25 de abril de 1945, recibió póstumamente el título de Héroe de la Unión Soviética junto con la Orden de Lenin, siendo la única persona abiertamente romaní a la que se le concedió el título. En Nikolaiev se inauguró el Museo Popular de la Gloria Militar y se erigió una estatua dedicada a los participantes en el desembarco durante la época soviética, además en el pueblo de Oktiabrski, en el estuario del río Bug, desde donde partieron los infantes de marina, se instaló un bloque de granito con una placa conmemorativa.

## Condecoraciones
|  | Héroe de la Unión Soviética (25 de abril de 1945, póstumamente) |
|  | Orden de Lenin (25 de abril de 1945, póstumamente)              |